# Lee Hye-Young
Lee Hye-Young (30 de julio de 1982) es una deportista surcoreana que compitió en taekwondo. Ganó dos medallas en el Campeonato Mundial de Taekwondo en los años 2001 y 2011, y una medalla en el Campeonato Asiático de Taekwondo de 2006.

## Palmarés internacional
| Campeonato Mundial  | Campeonato Mundial       | Campeonato Mundial | Campeonato Mundial |
| Año                 | Lugar                    | Medalla            | Categoría          |
| ------------------- | ------------------------ | ------------------ | ------------------ |
| 2001                | Jeju (Corea del Sur)     | Medalla de oro     | –51 kg             |
| 2011                | Gyeongju (Corea del Sur) | Medalla de bronce  | –53 kg             |
| Campeonato Asiático |                          |                    |                    |
| Año                 | Lugar                    | Medalla            | Categoría          |
| 2006                | Bangkok (Tailandia)      | Medalla de oro     | –55 kg             |